# 南西ソマリア

南西ソマリア
Koonfur-Galbeed Soomaaliya
Koofur Orsi

地域の標語：不明
地域の歌：不明

2014年以前の国旗

南西ソマリア（なんせいソマリア、ソマリ語: Koonfur-Galbeed Soomaaliya, アラビア語: ولاية جنوب غرب الصومال, 英語: South West State of Somalia;  Maay-Maay: Koofur-Orsi）は、ソマリアに存在する自治国家、自治政府の呼称。2002年に成立し、2006年に消滅したが2014年に再樹立された。
首都はブラバ。主な氏族はラハンウェイン。新南西ソマリアは2014年の話し合いにより、従来の行政区分でベイ州、バコール州、下部シェベリ州に相当すると決められた。その行政区画に基づくと面積は87,403km²、人口は2,361,627人（2014年）である。

## 歴史
暫定国民政府と対立する有力氏族でつくるソマリア和解再生評議会（SRRC）が、2002年4月1日にソマリア南西部の要衝であるバイドアを首都として樹立した。
自治政府大統領にはSRRCの共同議長の1人であるハサン・ムハンマド・ヌール・シャティグドゥドが就任。ソマリアで分離状態にする形で独立・自治宣言をした例はこれで3例目であった。1例目のソマリランドと違い、ソマリアとの連邦制による再統合には賛意を表明していた。現在では自治の考えを放棄し、新たに作られたソマリア暫定連邦政府に全権を移譲している。
2004年、ケニアのナイロビに発足した暫定連邦政府にシャティグドゥド大統領が農相として入閣。この暫定連邦政府はプントランドのアブドゥラヒ・ユスフが率いており、ソマリランド以外の全勢力が協力体制に入ったことから、有効な中央政府発足に向けての足がかりとなるか注目されていたが、2006年6月にソマリア首都モガディシュを占領したイスラム法廷会議に、首都バイドアを度々攻撃されるなど、南西ソマリアは安定とは言いがたくなった。2006年12月には、暫定政府を支援するアフリカ連合軍の進入阻止のために、イスラム法廷会議が南西ソマリアの港湾都市キスマユを制圧したが、暫定政府側が反攻を宣言し、2007年1月1日に奪還、法廷会議軍はケニア国境に向けて敗走し、暫定政府は北部のソマリランド支配地域を除くソマリア全土を掌握したと宣言した。
消滅から8年となる2014年3月3日にMadobe Nunow Mohamedを大統領として再形成。10月29日の話し合いにより、従来のベイ州、バコール州、下部シェベリ州に相当する地域に再樹立することを決定。11月18日にはシャリフ・ハッサン・シェイハ・アデンが大統領に選ばれた。